# Hygrophoraceae
Hygrophoraceae is de botanische naam van een familie van schimmels. Volgens de Index Fungorum bestaat de familie uit 37 geslachten.

## Soorten
Enkele soorten uit de familie zijn:
| Nederlandse naam         | Wetenschappelijke naam      |
| ------------------------ | --------------------------- |
| Geurende schijncantharel | Aphroditeola olida          |
| Blauwgroen trechtertje   | Arrhenia chlorocyanea       |
| Duinmostrechtertje       | Arrhenia lilacinicolor      |
| Gerimpeld mosoortje      | Arrhenia retirug            |
| Gesteeld mosoortje       | Arrhenia spathulata         |
| Grijze vorkplaat         | Cantharellula umbonata      |
| Ridderwasplaat           | Cuphophyllus fornicatus     |
| Weidewasplaat            | Cuphophyllus pratensis      |
| Geurende wasplaat        | Cuphophyllus russocoriaceus |
| Sneeuwzwammetje          | Cuphophyllus virgineus      |
| Grauwe wasplaat          | Gliophorus irrigatus        |
| Slijmwasplaat            | Gliophorus laetus           |
| Papegaaizwammetje        | Gliophorus psittacinus      |
| Puntmutswasplaat         | Hygrocybe acutoconica       |
| Prachtwasplaat           | Hygrocybe aurantiosplendens |
| Elfenwasplaat            | Hygrocybe ceracea           |
| Zwartwordende wasplaat   | Hygrocybe conica            |
| Duinwasplaat             | Hygrocybe conicoides        |
| Kabouterwasplaat         | Hygrocybe insipida          |
| Gewoon vuurzwammetje     | Hygrocybe miniata           |
| Wantsenwasplaat          | Hygrocybe obrussea          |
| Honingwasplaat           | Hygrocybe reidii            |
| Klaprooswasplaat         | Hygrocybe splendidissima    |
| Vroege wasplaat          | Hygrocybe subpapillata      |
| Glad vuurzwammetje       | Hygrocybe substrangulata    |
| Amandelslijmkop          | Hygrophorus agathosmus      |
| Ivoorzwam                | Hygrophorus eburneus        |
| Dennenslijmkop           | Hygrophorus hypothejus      |

## Geslachten
1. Acantholichen
2. Aeruginospora
3. Ampulloclitocybe
4. Aphroditeola
5. Arrhenia
6. Bertrandia
7. Camarophyllus
8. Cantharellula
9. Cantharocybe
10. Chromosera
11. Chrysomphalina
12. Cora
13. Coraemyces
14. Corella
15. Cuphophyllus
16. Cyphellostereum
17. Dichonema
18. Dictyolus
19. Dictyonema
20. Dictyonematomyces
21. Eonema
22. Gliophorus
23. Haasiella
24. Humidicutis
25. Hygroaster
26. Hygrocybe
27. Hygrophorus
28. Leptoglossum
29. Lichenomphalia
30. Neohygrocybe
31. Porpolomopsis
32. Pseudoarmillariella
33. Rhipidonema
34. Rhipidonematomyces
35. Semiomphalina
36. Sinohygrocybe
37. Spodocybe